# Зенати
Зенати (берберська мова: Iznaten, арабська: زناتة) — група племен берберів, історично одна з найбільших берберських конфедерацій разом із Санхаджа та Масмуда. Спосіб їхнього життя був кочовим або напівкочовим.

## Етимологія
Слово Iznaten (ⵉⵣⵏⴰⵜⵏ) походить від його однини Aznat (ⴰⵣⵏⴰⵜ). Aznat складається з Azn (ⴰⵣⵏ) і At (ⴰⵜ). На берберській мові Azn означає «Послати», а At означає «Сини» на мові зенаті. Слово At означає сини лише на мові зенаті. В інших берберських діалектах це Ayt (ⴰⵢⵜ) або Ag (ⴰⴳ).

## Суспільство
Історіограф XIV століття Ібн Халдун повідомляє, що Зенати була поділені на три великі племена: Джарава, Маграва та Бану Іфран. Раніше займали значну частину Магрибу, пізніше вони були витіснені на південь і захід у конфліктах з більш могутніми племенами Кутама і Хуара. Зенати прийняли іслам ще у VII столітті. У той час як інші племена берберів продовжували чинити опір Омеядському халіфату навіть у VIII столітті, зенати швидко ісламізувались. Вони також склали значний контингент у подальшому мусульманському завоюванні Піренейського півострова.

## Мова
Зенати розмовляли однією з берберських (амазигських) мов. Ібн Халдун писав, що їхній діалект відрізнявся від інших берберських діалектів. Французький лінгвіст Едмон Дестен у 1915 році запропонував «зенаті» як вільну підгрупу в межах мов північних берберів, включаючи ріфську мову на північному сході Марокко та мову шавія на північному сході Алжиру.

## Історія
До арабських завоювань зенати жили на територіях між сучасним Тунісом і Триполітанією в сучасній Лівії, перш ніж вони почали поступово рухатися на захід, де вони оселилися в західному Алжирі поблизу Тіарету і Тлемсену, тоді як деякі з них пішли ще далі на захід до Марокко. Вони домінували в політиці західного Магрибу (Марокко та західного Алжиру) у два різні періоди: у X столітті, під час занепаду Ідрісидів, як союзники Фатімідського халіфату або Омеядських халіфів Кордоби, і з XIII по XVI століття, коли до влади в Алжирі та Марокко прийшли зенатські династії Заянідів, Маринідів і Ваттасидів. Вважається, що сьогодні більшість берберів регіону Ріф мають зенатське походження.

### VIII-X століття
У ранній ісламський період, після арабських завоювань берберські групи та племена Марокко, включно з зенатами значним чином домінували в політиці регіону. 
Вождь Зенатів, Халід ібн Гамід аль-Занаті, був провідною фігурою берберського повстання 740 року проти арабського Омеядського халіфату і привів берберських повстанців до важливих перемог над арабами. У той час як Омеядам вдалося зрештою перемогти повстанців і частково відновити свою владу, найзахідніші частини Магрибу, включаючи Марокко, залишалися вільними від правління арабських халіфів. У цьому регіоні виникли різні держави, наприклад емірат Мідраридів у східному Марокко, очолюваний племенем Зената Мікнаса, якому приписують заснування міста Сіджильмаса.
У 868 році під проводом Абд аль-Раззака берберські племена Харіджі, Суфрі, Мадюна, Гаята і Мікнаса сформували союз проти Ідрисидів Феса. Зі своєї бази в Сефру вони змогли перемогти Алі ібн Умара і зайняти Фес. Мешканці міста, однак, відмовилися їм підкоритися, і Ідрисид Ях’я III зміг відвоювати місто. 
Проте вже з початку X століття, Фатиміди зі сходу Магриба почали втручатися в Марокко, сподіваючись розширити свій вплив, і використовували плем'я Мікнаса як довірених осіб і союзників у регіоні. У 917 році Мікнаса та його лідер Масала ібн Хабус, діючи від імені своїх союзників-Фатімідів, напали на Фес і змусили Ях'ю IV визнати сюзеренітет Фатімідів, перш ніж скинути його з престолу в 919-921 роках.  Його наступником став його двоюрідний брат Муса ібн Абул' Афія, якому вже доручили керувати рештою країни. Ідрисид Хасан I аль-Хаджам зумів перехопити контроль над Фесом у 925 р., але в 927 р. Муса повернувся, схопив Хасана та вбив його, відзначивши останній раз, коли Ідрісиди утримували владу у Фесі. Після цього Фес залишався під контролем зенатів. Мікнаса переслідували Ідрисидів до фортеці Хаджар ан-Наср на півночі Марокко, але незабаром після цього між Мікнаса спалахнула громадянська війна, коли Муса присягнув на вірність Омеядам Кордоби в 931 році, намагаючись отримати більше незалежності. Фатиміди послали Хумайда ібн Ясала (або Хаміда), племінника Масали ібн Хабуса, щоб протистояти Мусі, розгромивши його в 933 році та змусивши його повернутися в державу. Коли Фатиміди покинули ці території, Муса знову зрадив їхню владу і визнав Омеядського халіфа. Фаиіміди послали свого полководця Майсура знову протистояти йому, і цього разу він утік. Ідрисиди переслідували Мусу й їм вдалося його вбити. Останні зберегли частину своєї держави в північному Марокко до тих пір, поки Омеяди остаточно не припинили своє правління в 985 році. Омеяди, у свою чергу, зберігали контроль над північним Марокко до розпаду свого халіфату на початку XI століття. Після цього в Марокко домінували різні берберські племена зенатів.  До піднесення династії Альморавідів пізніше в цьому ж столітті племенний союз Маграва контролював Фес, Сіджільмасу та Агмат, тоді як Бану Іфран правили Тлемсеном, Сале (Челла) і областю Тадла.

### XIII-XVI століття
У XIII столітті до влади в Марокко прийшло плем'я зенатів Бану Марін (араб. بنو مرين). Починаючи з 1245 року вони почали повалення Альмохадів, які контролювали регіон. На вершині своєї могутності в середині XIV століття, під час правління Абу аль-Хасана та його сина Абу Інана, династія Маринідів ненадовго панувала над більшою частиною Магрибу, включаючи великі території сучасних Алжиру та Тунісу. Вони підтримували Гранадський емірат в Аль-Андалусі в XIII і XIV століттях; Однак спроба закріпитися на європейській стороні Гібралтарської протоки була провальною, і вони зазнали поразки у битві при Ріо-Саладо в 1340 році і зупинилися після того, як кастильці відвоювали Альхесірас у маринідів у 1344 році, остаточно вигнавши їх з Піренейського півострова. На відміну від своїх попередників, Мариніди вважали маликійський сунізм офіційною релігією і зробили місто Фес своєю столицею. За їхнього правління Фес пережив відносний золотий вік. Мариніди також першими побудували медресе по всій країні, що сприяло освіті маликійських улемів, хоча суфійські шейхи все більше переважали в сільській місцевості.
Починаючи з початку XV століття, династія Ваттасидів, споріднений правлячий дім, конкурувала з династією Маринідів за контроль над їхньою державою і стала де-факто правителями Марокко між 1420 і 1459 роками, офіційно виконуючи функції регентів або візирів. У 1465 році останній султан Маринідів, Абд аль-Хакк II, був скинутий і вбитий під час повстання у Фесі, що призвело до встановлення прямого правління Ваттасидів над більшою частиною Марокко. Султани Ваттасидів, у свою чергу, правили до середини XVI століття, коли їх остаточно скинули саадити, які поклали початок правлінню арабів-шаріфів над Марокко (яке продовжується під керівництвом сучасної династії Алауїтів).
Тим часом приблизно в той самий час, що й Мариніди, династія Заянідів (також відома як Абд аль-Вадіди) правила Тлемсенським королівством на північному заході Алжиру з центром у Тлемсені. Територія простягалася від Тлемсена до вигину Хеліф і Алжиру. У зеніті королівство досягало річки Мулуя на заході, Сіджільмаси на півдні та річки Суммам на сході. Правління династії Заянідів тривало з 1235 до 1556 р., коли їх правління під тиском іспанців в Орані та саадитів у Марокко було остаточно зупинено османами.
Воїни племені Зената також відігравали роль легкої кавалерії в арміях Гранадського емірату. Це дало початок іспанському терміну jinete (походить від назви «Зената»), який позначав цей тип легкої кавалерії. Вони складали основу гранадської армії, беручи участь як у вирішальних битвах, так і в регулярних набігах на християнські території. Вони були дуже мобільні на полі, озброєні списами та невеликими круглими щитами, відомими своєю гнучкістю, і використовували власну характерну тактику. Вони були набрані та очолювані вигнаними членами родини Маринідів і оселилися в королівстві Гранада. Їхній командир був відомий як шейх аль-гузат («голова газі»), але в 1374 році Мухаммед V прибрав цю посаду через їхнє втручання у політику, після чого ними командували насрідські або андалузьські генерали. Зенати також служили найманцями в арміях християнських королівств, таких як Кастилія, або як допоміжні війська, послані Насрідськими емірами Гранади на допомогу своїм кастильським союзникам.